# Capitola (Floride)
Capitola est une census-designated place du comté de Leon, dans la région de Big Bend, dans l'État de Floride, aux États-Unis. En 2020, elle compte une population de 247 habitants.